# اینابا ماساماچی
اینابا ماساماچی (به ژاپنی: 稲葉 正往 / 正通 Inaba Masamichi); ۲۲ دسامبر ۱۶۴۰ – ۲۲ نوامبر ۱۷۱۶ سامورایی، دایمیو در ولایت ساگامی در دوره ادو اهل ژاپن بود. در سال ۱۷۰۱ به عنوان روجو در شوگون‌سالاری توکوگاوا منصوب شد.